# Gondrexange
Gondrexange – miejscowość i gmina we Francji, w regionie Grand Est, w departamencie Mozela.
Według danych na rok 1990 gminę zamieszkiwało 435 osób, a gęstość zaludnienia wynosiła 19 osób/km² (wśród 2335 gmin Lotaryngii Gondrexange plasuje się na 637. miejscu pod względem liczby ludności, natomiast pod względem powierzchni na miejscu 128.).